# Los Angeles Film Critics Association Awards 1991
La 17ª edizione dei Los Angeles Film Critics Association Awards si è tenuta il 21 gennaio 1992, per onorare il lavoro nel mondo del cinema per l'anno 1991.

## Premi
Miglior film
- Bugsy (Bugsy), regia di Barry Levinson
  - 2º classificato: La leggenda del re pescatore (The Fisher King), regia di Terry Gilliam

Miglior attore
- Nick Nolte - Il principe delle maree (The Prince of Tides)
  - 2º classificato: Warren Beatty - Bugsy

Miglior attrice
- Mercedes Ruehl - La leggenda del re pescatore (The Fisher King)
  - 2º classificato: Geena Davis - Thelma & Louise

Miglior regista
- Barry Levinson - Bugsy (Bugsy)
  - 2º classificato: Terry Gilliam - La leggenda del re pescatore (The Fisher King)

Miglior attore non protagonista
- Michael Lerner - Barton Fink - È successo a Hollywood (Barton Fink)
  - 2º classificato: Robert Duvall - Rosa Scompiglio e i suoi amanti (Rambling Rose)

Miglior attrice non protagonista
- Jane Horrocks - Dolce è la vita (Life Is Sweet)
  - 2º classificato: Amanda Plummer - La leggenda del re pescatore (The Fisher King)

Miglior sceneggiatura
- James Toback - Bugsy
  - 2º classificato: Richard LaGravenese - La leggenda del re pescatore (The Fisher King)

Miglior fotografia
- Roger Deakins - Homicide e Barton Fink - È successo a Hollywood (Barton Fink)
  - 2º classificato: John J. Campbell ed Eric Alan Edwards - Belli e dannati (My Own Private Idaho)

Miglior colonna sonora
- Zbigniew Preisner - La doppia vita di Veronica (La Double Vie de Véronique), Giocando nei campi del Signore (Brincando nos campos do Senhor) ed Europa Europa
  - 2º classificato: Howard Shore - Il silenzio degli innocenti (The Silence of the Lambs) e Il pasto nudo (Naked Lunch)

Miglior film in lingua straniera
- La bella scontrosa (La Belle Noiseuse), regia di Jacques Rivette  ·  Francia/ Svizzera
  - 2º classificato: Europa Europa, regia di Agnieszka Holland  ·  Francia/ Polonia/ Germania

Miglior film d'animazione
- La bella e la bestia (Beauty and the Beast), regia di Gary Trousdale e Kirk Wise

Miglior documentario;
- American Dream, regia di Barbara Kopple, Cathy Caplan, Thomas Haneke e Lawrence Silk

Miglior film sperimentale/indipendente
- Jon Jost - All the Vermeers in New York

New Generation Award
- John Singleton - Boyz n the Hood - Strade violente (Boyz n the Hood)

Career Achievement Award
- Elmer Bernstein
- Vincent Price